# Copa Mundial Femenina de Fútbol de 1970
El Campeonato Mundial de Fútbol Femenil de 1970 fue la I edición del Campeonato Mundial de Fútbol Femenil y tuvo como sede a Italia. Se disputó del 6 al 15 de julio de 1970.
Contó con equipos femeninos de siete países y es el primer torneo conocido en ser nombrado Copa del Mundo de fútbol femenino.

## El torneo
Se programó la participación de ocho equipos en el torneo, pero solo siete pudieron participar: Inglaterra, Alemania Occidental, Dinamarca, México, Italia, Austria y Suiza. El octavo equipo, Checoslovaquia, habría sido el único país del Bloque del Este de Europa en competir, pero el equipo se retiró debido a problemas de visado. 
La multitud para el torneo fue de '30.000 personas'. Dinamarca ganó el torneo después de vencer a Italia 2-0 en la final. 
Los equipos se dividieron en el grupo 'norte' (en Génova, Bolonia y Milán) y 'sur' (Bari, Salerno, Nápoles) y los mejores equipos se enfrentaron en la final.
El torneo no involucró a la FIFA, que había celebrado la primera Copa del Mundo masculina en 1930, pero no celebró ningún evento femenino hasta 1988. Los partidos del país anfitrión son considerados oficiales por la Federación Italiana de Fútbol. La liga femenina italiana se estableció en 1968.
México, semifinalista perdedor 2-1 ante Italia, fue descrito como la 'revelación' del torneo.

## Equipos participantes
| Equipos participantes | Equipos participantes | Equipos participantes | Equipos participantes |
| --------------------- | --------------------- | --------------------- | --------------------- |
| Inglaterra            | Dinamarca             | México                | Austria               |
| Italia                | Suiza                 | Alemania Occidental   |                       |

## Partidos

### Cuartos de final
| 6 de julio de 1970 | Inglaterra                                                 | 5:1 (4:0) | Alemania Occidental | Estadio Luigi Ferraris, Genova |  |
|                    | Briggs 1', 9' · Stockley 25' (pen) · Cross 36' · Lopez 61' |           | Schmitz 49'         |                                |  |

| 6 de julio de 1970 | México                                                                    | 9:0 (5:0) | Austria | Stadio della Vittoria, Bari |  |
|                    | Rubio 1', 31' · Vargas 4', 18', 47', 57' · Huerta 8' · Hernández 49', 61' |           |         |                             |  |

| 9 de julio de 1970 | Dinamarca                                                | 6:1 (5:1) | Alemania Occidental | Estadio Renato Dall'Ara, Bolonia |  |
|                    | Evers 8', 35', 69' · Christensen 9', 19' · E. Hansen 24' |           | Arzdorf 15'         |                                  |  |

| 9 de julio de 1970 | Italia               | 2:1 (1:0) | Suiza         | Stadio Donato Vestuti, Salerno |                         |
|                    | Mella 15' · Avon 68' |           | Ripamonti 40' | Árbitro(s): Santopietro        | Árbitro(s): Santopietro |

### Semifinales
| 10 de julio de 1970 | Dinamarca      | 2:0 (0:0) | Inglaterra | San Siro, Milán      |                      |
|                     | Evers 46', 70' |           |            | Árbitro(s): Lojacono | Árbitro(s): Lojacono |

| 11 de julio de 1970 | Italia          | 2:1 (1:0) | México           | San Paolo, Nápoles |  |
|                     | Schiavo 5', 40' |           | Mondo 48' (a.g.) |                    |  |

### Tercer lugar
| 13 de julio de 1970 | México                                        | 3:2 (2:2) | Inglaterra             | Stadio Comunale, Turín                           |                                                  |
|                     | Vargas 3' · Hernández 7' · Stockey 50' (a.g.) |           | Tovar 14' · Davies 23' | Asistencia: 3.000 espectadores Árbitro(s): Sicco | Asistencia: 3.000 espectadores Árbitro(s): Sicco |

### Final
| 15 de julio de 1970 | Dinamarca                    | 2:0 (1:0) | Italia | Stadio Comunale, Turín                                |                                                       |
|                     | E. Hansen 18' · Sešiková 68' |           |        | Asistencia: 40.000 espectadores Árbitro(s): Cosentina | Asistencia: 40.000 espectadores Árbitro(s): Cosentina |

|                               |
| Bandera de Dinamarca          |
| Campeón Dinamarca 1.er título |

## Memoria
Los recuerdos del torneo se recopilaron en una exposición en Pessione di Chieri (Turín) de junio a agosto de 2019.

## Torneos posteriores
El torneo fue seguido por la Copa Mundial Femenina de Fútbol de 1971 en México, y la serie de cinco torneos Mundialito Femenino de 1981 a 1988 en Japón e Italia, antes del Torneo Internacional de Fútbol Femenino de 1988 y la Copa Mundial Femenina de Fútbol de 1991, ambos en China.